# Барк, Карл Людвиг Генрих
Карл Лю́двиг Ге́нрих (Лю́двиг Ге́нрихович) Барк (15 декабря 1835, Феллин — апрель 1882, Санкт-Петербург) — российский лесовод, специалист по степному лесоразведению. Заведующий Великоанадольского образцового степного лесничества, ревизор Лесного департамента, надворный советник Корпуса лесничих, директор Лисинского учебного лесничества (Лисино).

## Биография
Карл Людвиг Генрих Барк родился 15 декабря 1835 года в Феллине Лифляндской губернии (ныне Вильянди, Эстония) в лютеранской семье. Отец его был арендатором имения Эйсгоуфер в Придворном повете Феллинского уезда.
В 1860 году окончил физико-математический факультет Дерптского университета, получил также аттестат по предмету «Сельское хозяйство». В 1861 году учился на курсах лесоводства в Санкт-Петербургском Лесном и межевом институте и Лисинском учебном лесничестве. Имел звание поручика Корпуса лесничих, был запасным лесничим.
В ноябре 1861 года был назначен помощником управляющего Великоанадольским степным лесничеством В. Е. фон Граффа. В январе 1867 года фон Графф уезжает в Москву, и Барк становится заведующим лесничества.
15 октября 1874 — 15 апреля 1875 года Л. Г. Барк совершил заграничную поездку. Он посетил Дрезден, Тарандт, где прослушал курс лекций в местной лесной академии, Венгрию и Венскую мировую выставку.
С 8 марта 1878 по декабрь 1881 года — ревизор лесоустройства Лесного департамента. Летом 1879 года семья Барка переехала в Санкт-Петербург, и в 1880 году Людвиг Генрихович оставляет лесничество и следует за супругой и детьми. В Петербурге 29 декабря 1881 года он был назначен директором Лисинского учебного лесничества.
В апреле 1882 года, на 47-м году жизни, Л. Г. Барк скоропостижно скончался от менингита.
В 1882 году профессор Н. С. Шафранов предложил на часть денег, уже собранных для памятника В. Е. фон Граффу, установить в Великоанадольском лесничестве обелиск обоим лесоводам. Предложение было единогласно одобрено Лесным обществом, но осталось нереализованным.

### Семья
- Супруга — Тимченко, Юлия Петровна (1849—1931)[1].
- Сын — Барк, Пётр Львович (1869—1937), российский государственный деятель, банкир, последний министр финансов Российской империи, действительный тайный советник.
- Дочь.

## Деятельность
В 1860-х годах происходило сокращение работ по лесоразведению в степи, ощущалась нехватка финансирования, сокращался штат должностных лиц. Так, штат Великоанадольского лесничества в 1867 году был сокращён с 38 до 10 человек, работы по лесоразведению стали выполняться вольнонаёмными. Для удешевления работ Л. Г. Барк предложил создавать чистые бесподлесочные насаждения из ясеня, клёнов, робинии, караганы, вязов. Это позволило снизить стоимость работ до 160—180 рублей за гектар и, как считал Барк, не должно было нанести ущерба делу лесоразведения. Такие культуры были названы «барковскими», в 1866—1877 их было создано 568 га.
Однако через 10—15 лет барковские насаждения начали массово гибнуть, а посадки фон Граффа продолжали расти. Л. Г. Барк пришёл к выводу, что основной породой степного лесоразведения должен быть дуб черешчатый, и необходимо создание подлеска.
В 1875 году Барком составлена «Программа опытов, предлагаемых производить в Великоанадольском образцовом степном лесничестве». Это обширная работа, включающая описания различных вариантов обработки почвы, посева, посадки, ухода и ведения лесного хозяйства. «Программа» хранится в РГИА (ф. 387, оп. 3, № 24745, л.л. 228—245). Также Л. Г. Барк написал две статьи, опубликованные в отраслевых журналах:
- Степное лесоразведение в Екатеринославской губернии // Лесной журнал. — 1873. — № 5.;
- Лесоразведение на юге России // Сельское хозяйство и лесоводство. — 1880. (январь—апрель, ч. CXXXIII).

## Награды
- Орден Святого Станислава II степени (1871)
- Орден Святой Анны I степени (1873)
- Орден Святого Владимира IV степени (1877)
- Орден Святого Владимира III степени (1881)